# William Tai Tin
William Tai Tin (11 de junho de 1985) é um judoca samoano. Competiu nos Jogos Olímpicos de Verão de 2024 em Paris. Foi eliminado na primeira fase pelo tanzaniano Andrew Thomas Mlugu.
Competiu nos Campeonatos do Mundo de 2019 e 2021 (ambos R1 -73kg) e em muitos eventos do World Judo Tour. O seu melhor desempenho foi o quinto lugar no Oceania Open Tahiti 2022 -73kg, a sua única medalha na digressão mundial. Qualificado para os Jogos Olímpicos de 2024 em Paris como quarto concorrente consecutivo de Samoa desde 2012. Participante mais velho no torneio de judo dos Jogos Olímpicos de Paris de 2024 e o homem mais velho deste século a participar em quaisquer Jogos Olímpicos. O treinador principal de Samoa é Derek Sua. O treinador do meu clube é Ivo dos Santos, que é também o velejador de Samoa nos Jogos Olímpicos de Paris 2024.